# Фаїк Болкіах
Фаїк Джефрі Болкіах (нар. 9 травня 1998, Лос-Анджелес, Каліфорнія, США) — брунейський футболіст, півзахисник резервного складу клубу англійської Прем'єр-ліги «Лестер Сіті» та капітан національної збірної Брунею.

## Клубна кар'єра
У 2009 році виступав за «Ньюбері», Болкіах підписав 1-річний контракт з академією ФК «Саутгемптон». У команді виступав до кінця грудня 2011 року. Після цього тренувався з «Редінгом» та побував на перегляді в «Арсеналі», у 2014 році Фаїк підписав 2-річний контракт з представником англійської Прем'єр-ліги проти «Челсі». Під час виступів за «Арсенал» Болкіах виступав на Кубку Лайон Сіті 2013 року проти «Корінтіанса», «Айнтрахту» (Франкфурт), ПСВ та юнацької збірної Сінгапуру. Відзначився голом у переможному (2:1) поєдинку проти Сінгапуру. Оскільки контракт Болкіаха з «Челсі» завершувався влітку 2016 року, йому дозволили в грудні 2015 року залишити команду. Після перегляду в «Сток Сіті», у березні 2016 року Фаїк підписав професіональний 3-річний контракт з «Лестер Сіті». Після цього продовжив контракт з клубом ще на один рік, до літа 2019 року.

## Кар'єра в збірній
Болкіах мав право на міжнародному рівні представляти США або Брунею. Він розглядав можливість як виступати за юнацькі збірні США, проте обрав Бруней, виступаючи за команду U-19 та U-23, в тому числі й на Південноазійських іграх 2015 року. На цьому турнірі відзначився голом у програному (1:2) поєдинку проти Східного Тимору. Повинен був дебютувати за головну збірну 15 жовтня 2016 року в поєдинку кваліфікації чемпіонату АФФ 2016 року проти Східного Тимору. Він дебютував у цьому переможному (2:1) матчі, вийшовши на поле в стартовому складі та провів на полі усі 90 хвилин.

### Голи за збірну
| 1.                       | 21 жовтня 2016 | РСН, Пномпень, Камбоджа | Лаос | 2–3 | 3–4 | кваліфікація чемпіонату АФФ 2016 |
| Станом на 21 жовтня 2016 |                |                         |      |     |     |                                  |

### Зведена статистика по роках
Станом на 8 вересня 2018.
| національна збірна Брунею | національна збірна Брунею | національна збірна Брунею |
| Рік                       | Матчі                     | Голи                      |
| ------------------------- | ------------------------- | ------------------------- |
| 2016                      | 5                         | 1                         |
| 2018                      | 1                         | 0                         |
| Загалом                   | 6                         | 1                         |

### По матчах
| Дата       | Місто    | Господарі | Результат | Гості         | Турнір                      | Голи | Примітки |
| ---------- | -------- | --------- | --------- | ------------- | --------------------------- | ---- | -------- |
| 15-10-2016 | Пномпень | Бруней    | 2 – 1     | Східний Тимор | Кубок Сузукі АФФ 2016       | -    |          |
| 18-10-2016 | Пномпень | Камбоджа  | 3 – 0     | Бруней        | Кубок Сузукі АФФ 2016       | -    |          |
| 21-10-2016 | Пномпень | Лаос      | 4 – 3     | Бруней        | Кубок Сузукі АФФ 2016       | 1    |          |
| 12-11-2016 | Кучинг   | Макао     | 1 – 1     | Бруней        | Кубок солідарності АФК 2016 | -    |          |
| 14-11-2016 | Кучинг   | Лаос      | 3 – 2     | Бруней        | Кубок солідарності АФК 2016 | -    |          |
| 8-9-2018   | Пномпень | Бруней    | 1 – 0     | Східний Тимор | Кубок Сузукі АФФ 2018       | -    |          |
| Усього     |          | Матчів    | 6         |               | Голів                       | 1    |          |

## Особисте життя
Фаїк — син Джефрі Болкіаха, принца Брунею та небіж Хассанала Болкіаха, нинішнього султану Брунею. Народився в Лос-Анджелесі, має брунейське та американське громадянства. Навчався у британському коледжу Бредфілду.